# Energía en Andalucía

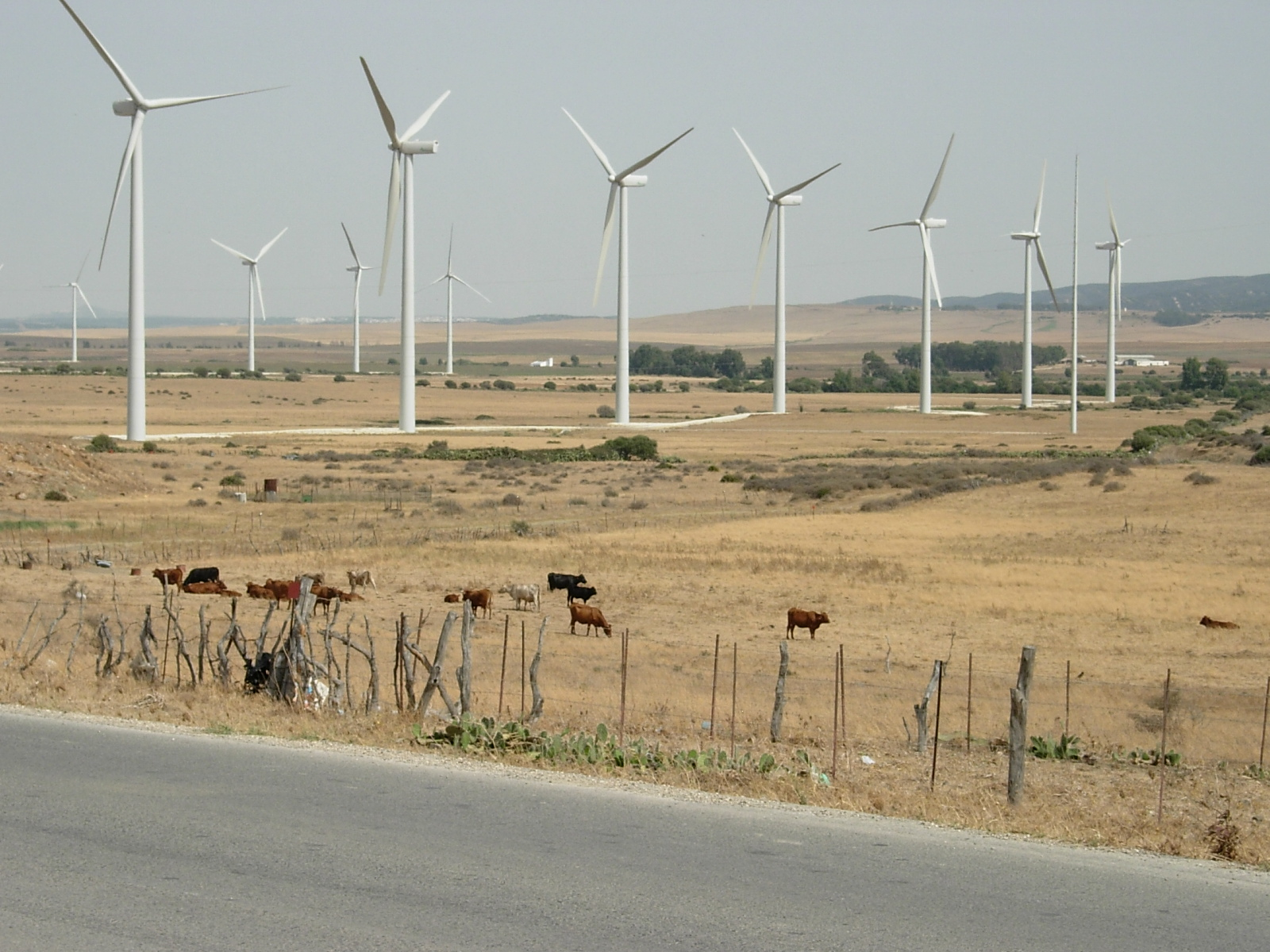
Molinos de viento en Tarifa.

La escasez de recursos combustibles de origen fósil, o su escaso poder calorífico, provoca una fuerte dependencia del petróleo importado, en el sector energético andaluz, si bien Andalucía cuenta con un gran potencial para el desarrollo de las energías renovables, sobre todo de la energía solar y de la eólica. La Agencia Andaluza de la Energía, creada en 2005, es el nuevo órgano gubernamental encargado de desarrollar la política autonómica con relación al abastecimiento energético de la comunidad.

## Energía termoeléctrica

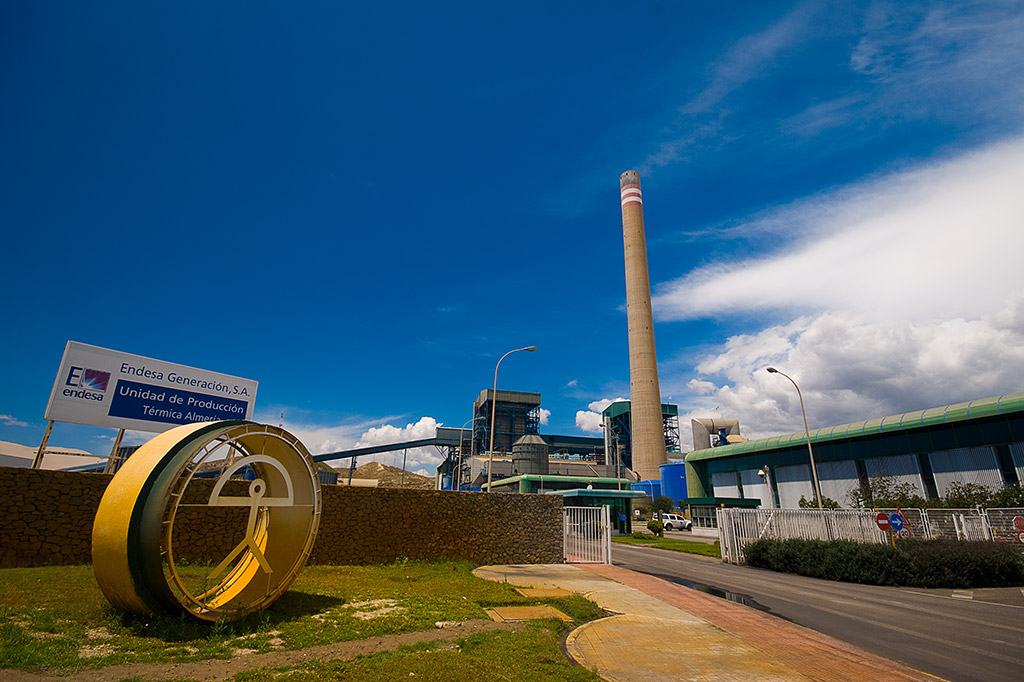
Central térmica de Carboneras, en la provincia de Almería.

La infraestructura para la producción de electricidad está compuesta por diez centrales térmicas; más de sesenta pequeñas centrales hidráulicas; dos parques eólicos; y catorce centrales cogeneradoras térmicas. La mayor empresa de este sector fue la Compañía Sevillana de Electricidad, fundada en 1894, hoy día absorbida por Endesa.
| Nombre                                     | Localidad            | Provincia | Propietario                 |
| ------------------------------------------ | -------------------- | --------- | --------------------------- |
| Central térmica Litoral de Almería         | Carboneras           | Almería   | Endesa                      |
| Central térmica de Arcos                   | Arcos de la Frontera | Cádiz     | Iberdrola                   |
| Central térmica Bahía de Algeciras         | San Roque            | Cádiz     | E.ON                        |
| Central térmica Campo de Gibraltar         | San Roque            | Cádiz     | Gas Natural Fenosa / CEPSA  |
| Central de ciclo combinado de San Roque    | San Roque            | Cádiz     | Endesa / Gas Natural Fenosa |
| Central térmica de Los Barrios             | Los Barrios          | Cádiz     | E.ON                        |
| Central térmica de Puente Nuevo            | Espiel               | Córdoba   | E.ON                        |
| Central de ciclo combinado Cristóbal Colón | Huelva               | Huelva    | Endesa[cita requerida]      |
| C. T. de Palos de la Frontera              | Palos de la Frontera | Huelva    | Gas Natural Fenosa          |
| Central térmica de Campanillas             | Málaga               | Málaga    | Gas Natural Fenosa          |

## Energías renovables
En 2012:
| Energía eólica            | 3.129 megavatios | 66 por ciento del total |
| Energía fotovoltaica      | 783 megavatios   | 16 por ciento del total |
| Energía termosolar        | 650 megavatios   | 14 por ciento del total |
| Energía biomasa eléctrica | 209 megavatios   | 4 por ciento del total  |

### Energía solar

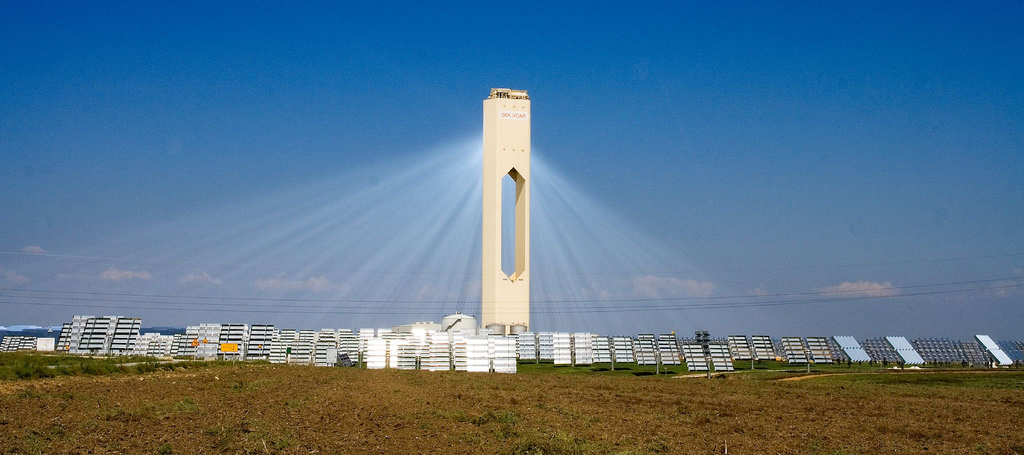
Central térmica solar PS10, en Sanlúcar la Mayor.

Desde marzo de 2007, Andalucía alberga la primera central de energía solar de concentración de Europa: la central solar PS10, situada en Sanlúcar la Mayor y realizada por una empresa andaluza, Abengoa. Además existen otras centrales menores, como las de Cúllar y Galera (Granada), inauguradas recientemente por Geosol y Caja Granada. También en la provincia de Granada, concretamente en la Hoya de Guadix, están proyectadas dos grandes centrales termosolares (Andasol I y II) que suministrarán electricidad a cerca de medio millón de hogares. En el campo de la investigación y el desarrollo de la energía solar un centro importante es la Plataforma Solar de Almería, uno de los más importantes en Europa.

### Energía eólica
La mayor empresa del sector eólico es la Sociedad Eólica de Andalucía surgida de la fusión de las empresas Planta Eólica del Sur S.A. y Energía Eólica del Estrecho S.A.